# 1976 no Brasil
Esta é uma cronologia dos fatos acontecimentos de ano 1976 no Brasil.

## Incumbente
- Presidente do Brasil -  Ernesto Geisel (15 de março de 1974 - 15 de março de 1979)

## Eventos
- 17 de janeiro: O metalúrgico Manuel Fiel Filho é encontrado morto nas dependências do DOI-Codi, em São Paulo.[1]
- 24 de junho: O Congresso Nacional do Brasil, por 221 votos a favor, aprova a Lei Falcão, que regulamenta a propaganda eleitoral no rádio e na televisão.[2]
- 1 de julho: Presidente Ernesto Geisel sanciona a Lei Falcão, que altera o Código Eleitoral reduzindo a níveis mínimos a propaganda política no rádio e na televisão.
- 9 de julho: A Fiat inaugura sua fábrica em Betim, na região metropolitana de Belo Horizonte, e inicia sua produção no Brasil com o Fiat 147.
- 27 de julho: O atleta brasileiro João Carlos de Oliveira, João do Pulo, ganha a medalha de bronze no salto triplo nos Jogos Olímpicos de Verão de Montreal.
- 23 de agosto: Morre o ex-presidente do Brasil, Juscelino Kubitschek em um acidente de carro na Rodovia Presidente Dutra, próximo de Resende, Rio de Janeiro.[3]
- 15 de novembro: Ocorrem as eleições municipais para vereador.[4]
- 16 de dezembro: Três dirigentes do Partido Comunista do Brasil são mortos após emboscada no bairro da Lapa, São Paulo, na chamada Chacina da Lapa.[5]

## Nascimentos
- 7 de janeiro: Marcelo Bordon, futebolista.
- 8 de janeiro: Alexandre Pires, cantor e compositor.
- 10 de janeiro: Flávia Muniz, cantora, compositora e escritora.
- 15 de janeiro: Rodrigo Fabri, ex-futebolista.
- 19 de janeiro: Tarso Marques, ex-automobilista.
- 31 de agosto: Roque Júnior, ex-futebolista.
- 19 de dezembro - Fernanda Brum, cantora gospel, compositora e pastora evangélica.

## Mortes
- 7 de janeiro: Luís Sérgio Person, ator e diretor (n. 1936).
- 17 de janeiro: Manoel Fiel Filho, operário metalúrgico (n. 1927).
- 14 de abril: Zuzu Angel, estilista (n. 1921).
- 13 de maio: Roberto Batata, futebolista brasileiro (n. 1949).
- 22 de agosto: Juscelino Kubitschek, 21º presidente do Brasil (n. 12 de setembro de 1902).
- 6 de dezembro: João Goulart, 24º presidente do Brasil (n. 1 de março de 1919).